# Nazareth (Pennsylvanie)
Pour les articles homonymes, voir Nazareth (homonymie).
Nazareth est un borough du comté de Northampton, en Pennsylvanie.
En 2010, la population était de 5 646 habitants.
Nazareth est le siège du fabricant de guitares C.F. Martin & Company.

## Démographie
| Groupe            | Nazareth | Pennsylvanie | États-Unis |
| ----------------- | -------- | ------------ | ---------- |
| Blancs            | 96,6     | 81,9         | 72,4       |
| Métis             | 1,0      | 1,9          | 2,9        |
| Afro-Américains   | 0,9      | 10,9         | 12,6       |
| Asiatiques        | 0,7      | 2,8          | 4,8        |
| Autres            | 0,6      | 2,4          | 6,2        |
| Amérindiens       | 0,2      | 0,2          | 0,9        |
| Total             | 100      | 100          | 100        |
|                   |          |              |            |
| Latino-Américains | 2,8      | 5,7          | 16,7       |

Selon l'American Community Survey, pour la période 2011-2015, 94,89 % de la population âgée de plus de 5 ans déclare parler l'anglais à la maison, 2,19 % déclare parler le polonais, 0,77 % le tagalog, 0,76 % l'espagnol et 1,38 % une autre langue.